# Contentintegratie
Contentintegratie is het samenbrengen en toegankelijk maken van alle relevante (vak)informatie in een bepaald segment via één zoeksysteem.
Aanbieders van digitale bronnen (zoals uitgevers van vakinformatie) bieden al enkele jaren de mogelijkheid om een aantal van hun databestanden (titels) via een portaal toegankelijk te maken. Deze portalen bieden echter normaal gesproken geen relevante content van andere aanbieders. Gezien vanuit het perspectief van de (professionele) gebruiker lost dit daarom het probleem van integrale informatieontsluiting slechts ten dele op.
Contentintegratie biedt bron- en uitgeveroverschrijdende functionaliteit. Bronnen van verschillende uitgevers in een bepaald segment waarvoor een gebruiker een licentie heeft en de relevante openbare bronnen worden via één informatiesysteem toegankelijk gemaakt. Hieraan worden in sommige gevallen de kennisdocumenten van de eigen organisatie toegevoegd. Professionele gebruikers kunnen hiermee toegang krijgen tot alle benodigde (vak)informatie via één zoeksysteem.